# Mentzelia scabra
Espèce
Mentzelia scabra est une espèce de plantes dicotylédones de la famille des Loasaceae, originaire d'Amérique du Sud.

## Taxinomie
l'espèce Mentzelia scabra a été décrite en premier par Karl Sigismund Kunth et publiée en 1823 dans Nova Genera et Species Plantarum (Nov. Gen. Sp. [H.B.K.] 6: 120). C'est une espèce hétérogène chez laquelle six sous-espèces sont reconnues (subsp. atacamensis, subsp. boliviania, subsp. chilensis, subsp. cordobensis, subsp. grandiflora et subsp. scabra.

## Répartition
Mentzelia scabra est une plante des Andes qui pousse en Amérique du Sud. Son habitat naturel est celui des pentes et des collines des Andes désertiques et semi-désertiques, des fourrés et des forêts sèches dans des zones souvent caractérisées par une végétation xérophile, sur des dunes couvertes de savanes clairsemées et rabougries avec des arbres et des arbustes épars.

### Synonymes
Selon The Plant List (22 octobre 2021) :
- Loasa ignea Phil.
- Mentzelia chilensis Gay
- Mentzelia cordifolia Dombey ex Urb. & Gilg[5]
- Mentzelia ignea (Phil.) Urb. & Gilg
- Mentzelia soratensis Urb. & Gilg

### Sous-espèces
Selon Plants of the World online (POWO) (22 octobre 2021) :
- Mentzelia scabra subsp. atacamensis (Urb. & Gilg) Weigend
- Mentzelia scabra subsp. boliviana Weigend
- Mentzelia scabra subsp. chilensis (Gay) Weigend
- Mentzelia scabra subsp. cordobensis (Urb. & Gilg ex Kurtz) Weigend
- Mentzelia scabra subsp. grandiflora (Ruiz & Pav. ex G. Don) Weigend